# Sminthuroidea
Super-famille
Les Sminthuroidea sont une super-famille de collemboles.

## Liste des familles
Selon Checklist of the Collembola of the World :
- Sminthuridae Lubbock, 1862
- Bourletiellidae Börner, 1912

## Référence
- Lubbock, 1862 : Notes on the Thysanura. Part II. Transactions of the Linnean Society of London, vol. 23, n. 3, p. 589-601.